# Sustrum
Sustrum település Németországban, azon belül Alsó-Szászország tartományban. Lakosainak száma 1417 fő (2023. december 31.). Sustrum Walchum, Kluse, Fresenburg, Niederlangen, Haren és Westerwolde községekkel határos.

## Népesség
A település népességének változása:
| Lakosok száma | 1305 | 1328 | 1349 | 1374 | 1386 | 1417 |
|               | 2016 | 2017 | 2019 | 2021 | 2022 | 2023 |